# Dana DeArmond
Dana DeArmond (ur. 16 czerwca 1979 w Fort Bragg) – amerykańska aktorka i reżyserka filmów pornograficznych.

## Wczesne lata
Urodziła się w Fort Bragg w Karolinie Północnej w rodzinie pochodzenia niemieckiego, węgierskiego, rosyjskiego, polskiego i żydowskiego. Dorastała w Orlando na Florydzie. Jako nastolatka była łyżwiarką figurową i należała do klubu łyżwiarskiego. Pracowała jako tancerka uliczna w Disney World i jako striptizerka na Florydzie i w Kalifornii.

## Kariera w branży porno
Po spotkaniu na MySpace z reżyserem filmów porno Eonem McKai, wzięła udział w scenie seksu z Tommym Pistolem w Neu Wave Hookers (2006).
W latach 2004–2019 brała udział w scenach sadomasochistycznych, takimi aktywnościami jak uległość, głębokie gardło, rimming, kobieca ejakulacja, fisting analny i pochwowy, pegging, gang bang, bukkake, plucie i bicie dla Kink.com.
W styczniu 2014 DeArmond, Asa Akira, Chanel Preston i Jessie Andrews zostały zaprezentowane w magazynie „Cosmopolitan” w artykule zatytułowanym „4 Porn Stars on How They StayFit”.
DeArmond była jedną z fotomodelek zamieszczonych w książce fotograficznej Michaela Grecco Naked Ambition: An R oceniony Look at X Rated Industry (2007) i Dave’a Naza L.A. Bondage (2007). W produkcji Pure Taboo Staw czoła swoim lękom (Face Your Fears, 2020) w reżyserii i na podstawie scenariusza Joanny Angel ze Steve’em Holmesem była terapeutką manipulującą Ellą, aby pokonać jej lęki.

## Działalność poza przemysłem porno
Zyskała ogromną popularność jako osobowość internetowa z ponad 830 tys. znajomych na Myspace. Prowadziła też swoją oficjalną stronę internetową TheInternetsGirlfriend.com.
Wyreżyserowała dwa filmy dokumentalne, w których pomaga młodym ludziom, z którymi się spotyka w Internecie: Dana DeArmond Does the Internet i Dana DeArmond's Role Modeling. Gościła jako wykładowca na zajęciach na temat przemysłu dla dorosłych na Uniwersytecie Kalifornijskim w Irvine i Uniwersytecie Kalifornijskim w Santa Barbara.
Wystąpiła w trzech odcinkach serialu Debbie Does Dallas... Again (2007), Mr. Intangibles (2015) jako Shania i Strip Club Slayer (2016) jako Shay, a także filmach dokumentalnych, w tym The New Erotic: Art Sex Revolution (2011) Ramziego Abeda i Filthy Gorgeous: The Bob Guccione Story (2013) Barry'ego Avricha.

## Życie prywatne
Była związana z brytyjskim aktorem Dominikiem Monaghanem i aktorem porno Dannym Wylde’em (2006).
Po tym, jak dom DeArmond i jej dobytek zostały zniszczone w pożarze w styczniu 2007, branża dla dorosłych uczestniczyła w kilku działaniach charytatywnych, aby pomóc jej finansowo.

## Nagrody i wyróżnienia
| Rok  | Nagroda                           | Kategoria                                   | Film                                   | Pozostali wykonawcy |
| ---- | --------------------------------- | ------------------------------------------- | -------------------------------------- | ------------------- |
| 2007 | F.A.M.E. Awards                   | Ulubiona nowicjuszka                        | –                                      | –                   |
| 2008 | CAVR Award                        | Syrena roku                                 | –                                      | –                   |
| 2009 | Urban X Award                     | Najlepsza scena seksu analnego              | –                                      | –                   |
| 2009 | XRCO Award                        | Ekstatyczny analityk roku                   | –                                      | –                   |
| 2012 | AVN Award                         | Najlepsza scena seksu dziewczyna/dziewczyna | Belladonna: The Sexual Explorer (2011) | Belladonna          |
| 2016 | AVN Awards                        | Sala sławy Hall of Fame AVN                 | –                                      | –                   |
| 2021 | Transgender Erotica Awards (TEAs) | Najlepsza nietranspłciowa wykonawczyni      | –                                      | –                   |
| 2023 | Urban X Award                     | Urban X Hall of Fame                        | –                                      | –                   |
| 2024 | Pornhub Award                     | Najlepsza wykonawczyni MILF                 | –                                      | –                   |